# Thiodina punctulata
Thiodina punctulata är en spindelart som beskrevs av Cândido Firmino de Mello-Leitão 1917. 
Thiodina punctulata ingår i släktet Thiodina och familjen hoppspindlar. Inga underarter finns listade i Catalogue of Life.